# 金玉 (明朝)
金玉（？—1421年），京師應天府江浦縣（今江蘇省江浦縣）人，明朝軍事將領。惠安伯。
其襲父官為羽林衛百戶，調任燕山護衛。靖難之役中，跟隨朱棣起兵有功，累升至河南都指揮使。永樂三年，晋升都督僉事。永樂八年，任鷹揚將軍，跟隨明成祖北征。永樂十四年，討伐山西妖賊劉子進，后論功，封惠安伯，祿九百石。十九年卒。